# Cementerio del Alto de São João
El Cementerio del Alto de São João (en portugués: Cemitério do Alto de São João) es el cementerio más grande de Lisboa, Portugal, ubicado en la freguesia (parroquia civil) de Penha de França, en el este de Lisboa (antiguamente, dentro de la parroquia de São João). 
Al igual que el Cementerio de Prazeres, es el lugar de descanso de muchas figuras prominentes, desde la literatura hasta las artes, desde la ciencia hasta la política, desde la clase trabajadora hasta la nobleza, junto a ciudadanos anónimos que son enterrados e incinerados allí. El cementerio es público y recibe a residentes de varias freguesias de la capital. 
El cementerio está compuesto por mausoleos, tumbas temporales y perpetuas, criptas, osarios y columbarios. También destacan la Cripta de los Combatientes de la Gran Guerra y el Memorial de las víctimas del campo de concentración de Tarrafal.

## Historia
El Cementerio Alto de São João fue fundado en 1833 tras el brote de cólera en la ciudad, junto con el Cementerio de Prazeres. Originalmente se llamaba Cemitério Oriental de Lisboa (Cementerio Oriental de Lisboa). 
El primer crematorio del país se construyó aquí en 1925, pero finalmente dejaría de funcionar por razones políticas y religiosas en 1936. Solo reanudó su funcionamiento en 1985 tras la presión de la comunidad hindú de la ciudad. Ya han sido incinerados varios personajes públicos como José Saramago, premio Nobel de Literatura y Álvaro Cunhal, político antifascista y ministro en los cuatro primeros gobiernos provisionales tras la Revolución de los Claveles. El famoso novelista y diplomático Eça de Queiroz fue enterrado en el cementerio de Alto de São João antes de ser enterrado en el mausoleo de su familia en el municipio de Baião.

## Galería

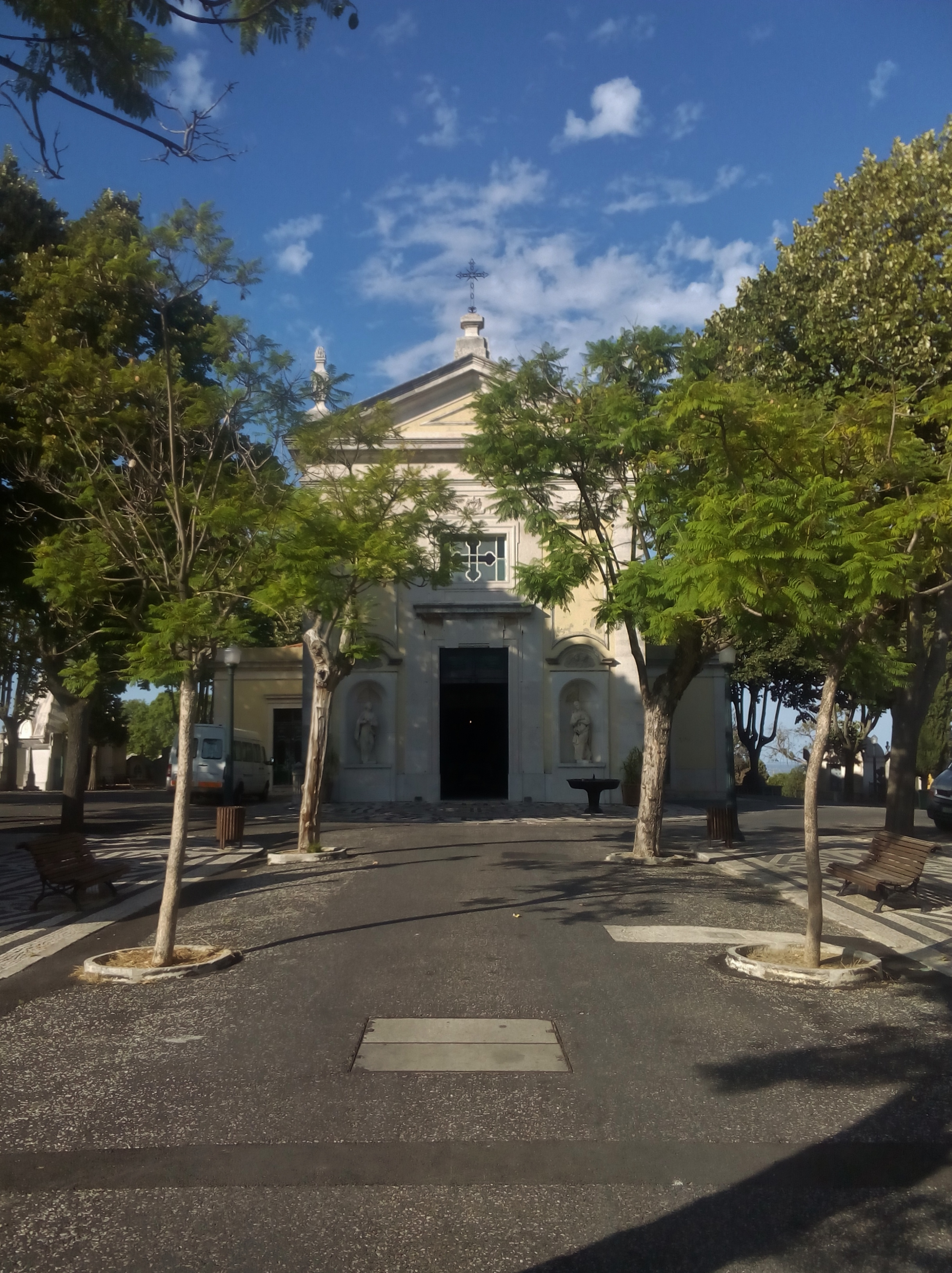
Capilla del Cementerio
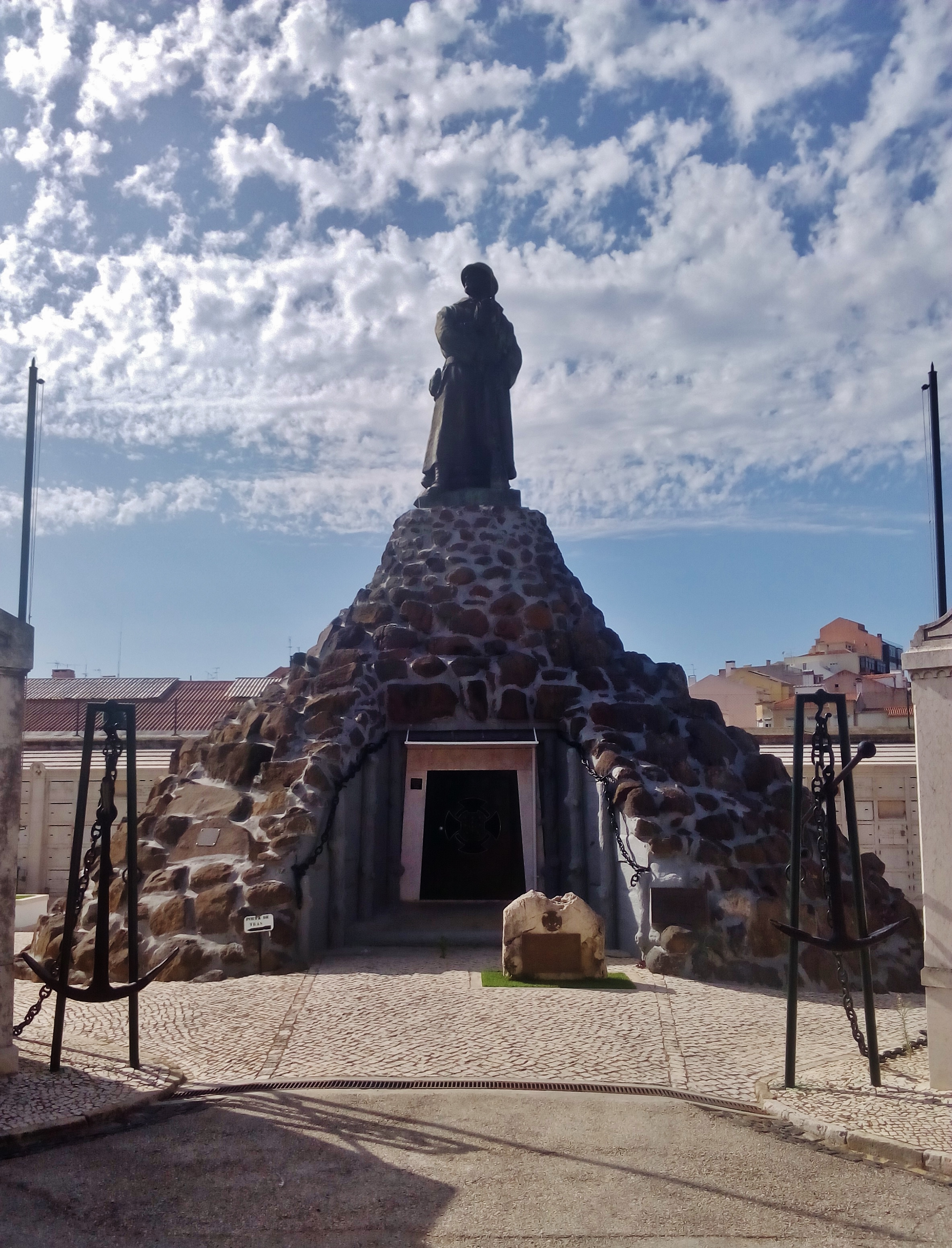
Cripta de los Combatientes de la Gran Guerra
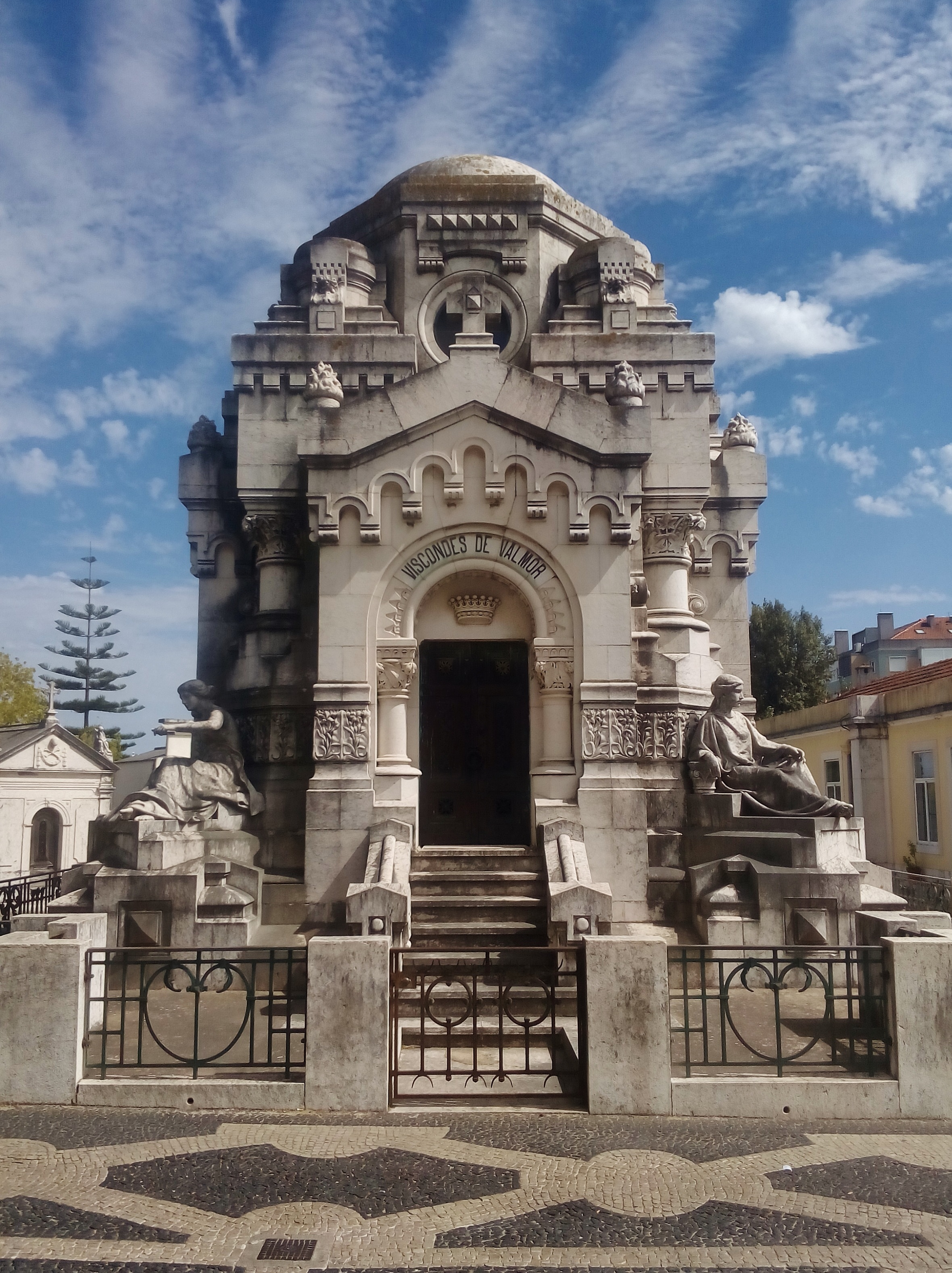
Mausoleo del Vizconde de Valmor
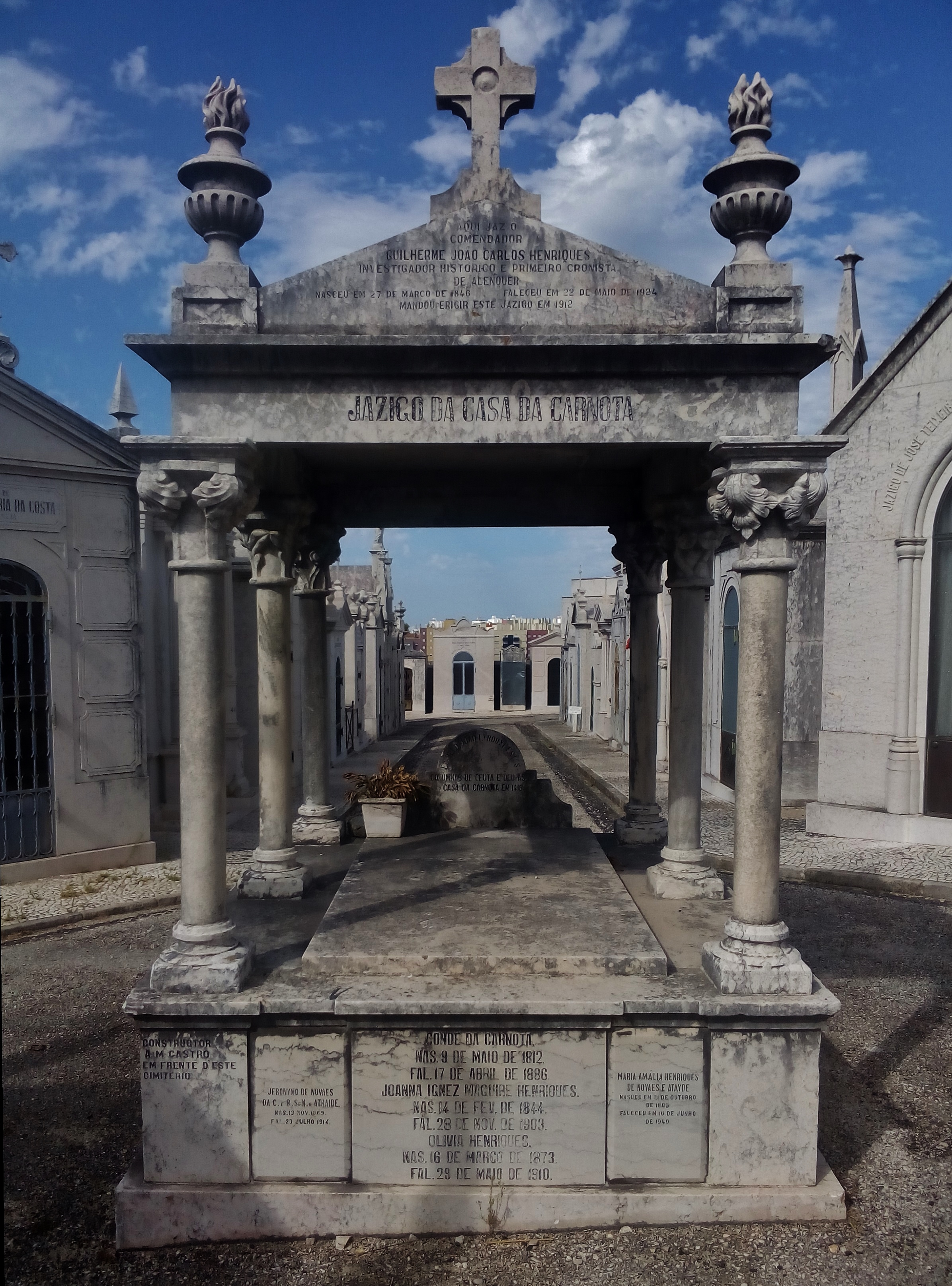
Condado de Carnota mausoleum
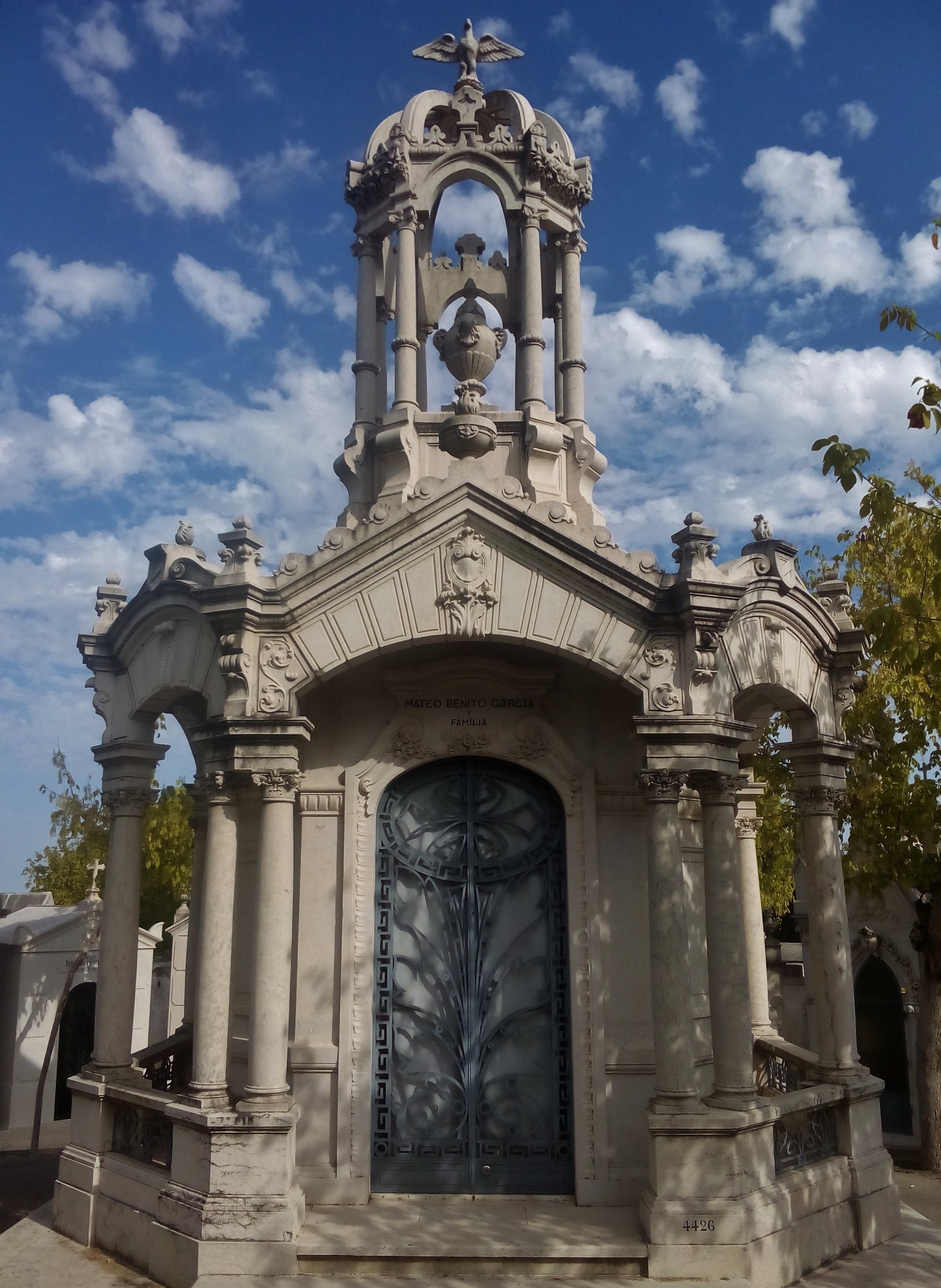
Mausoleo de Mateo Benito Garcia
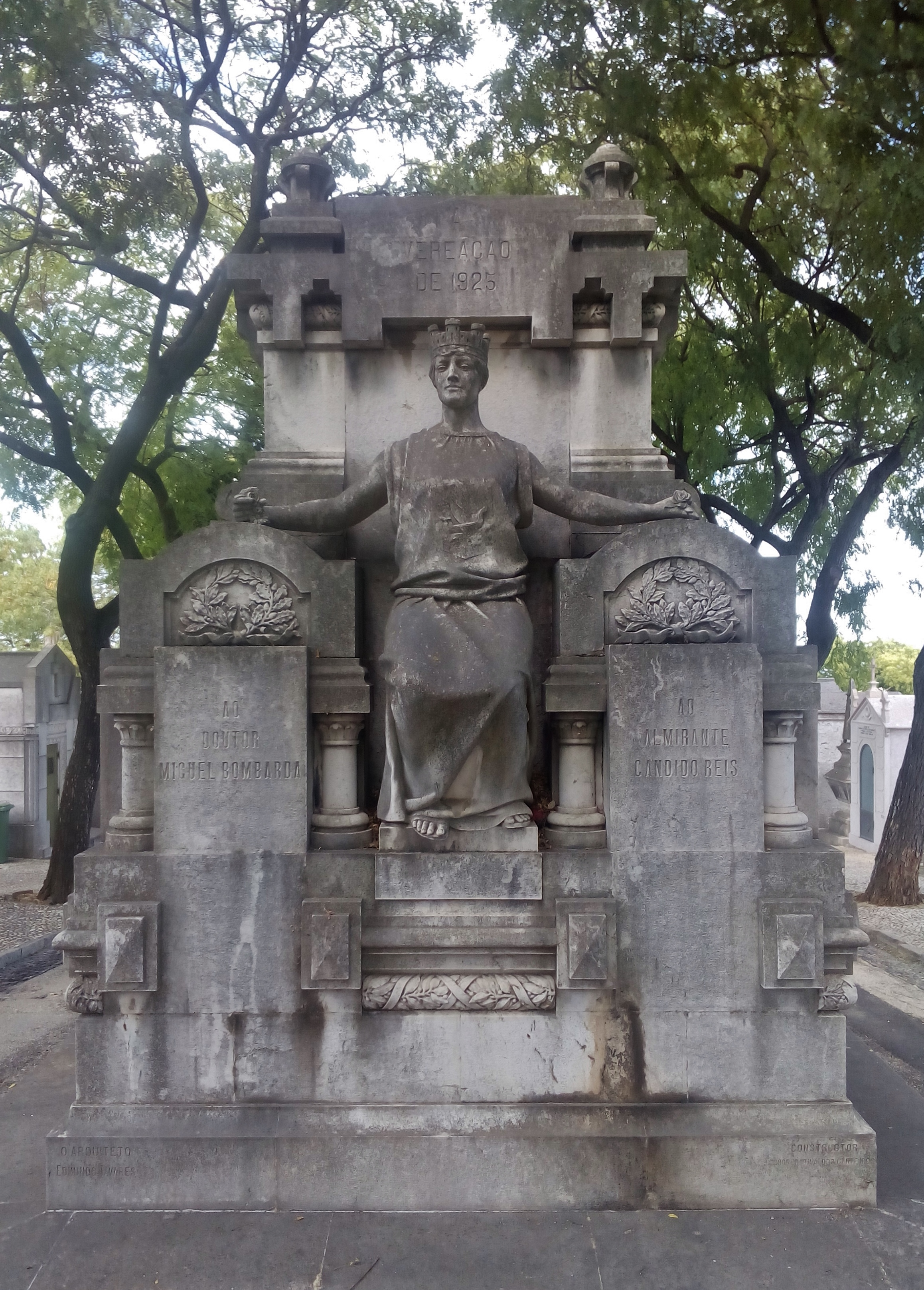
Miguel Bombarda y Cândido dos Reis mausoleum
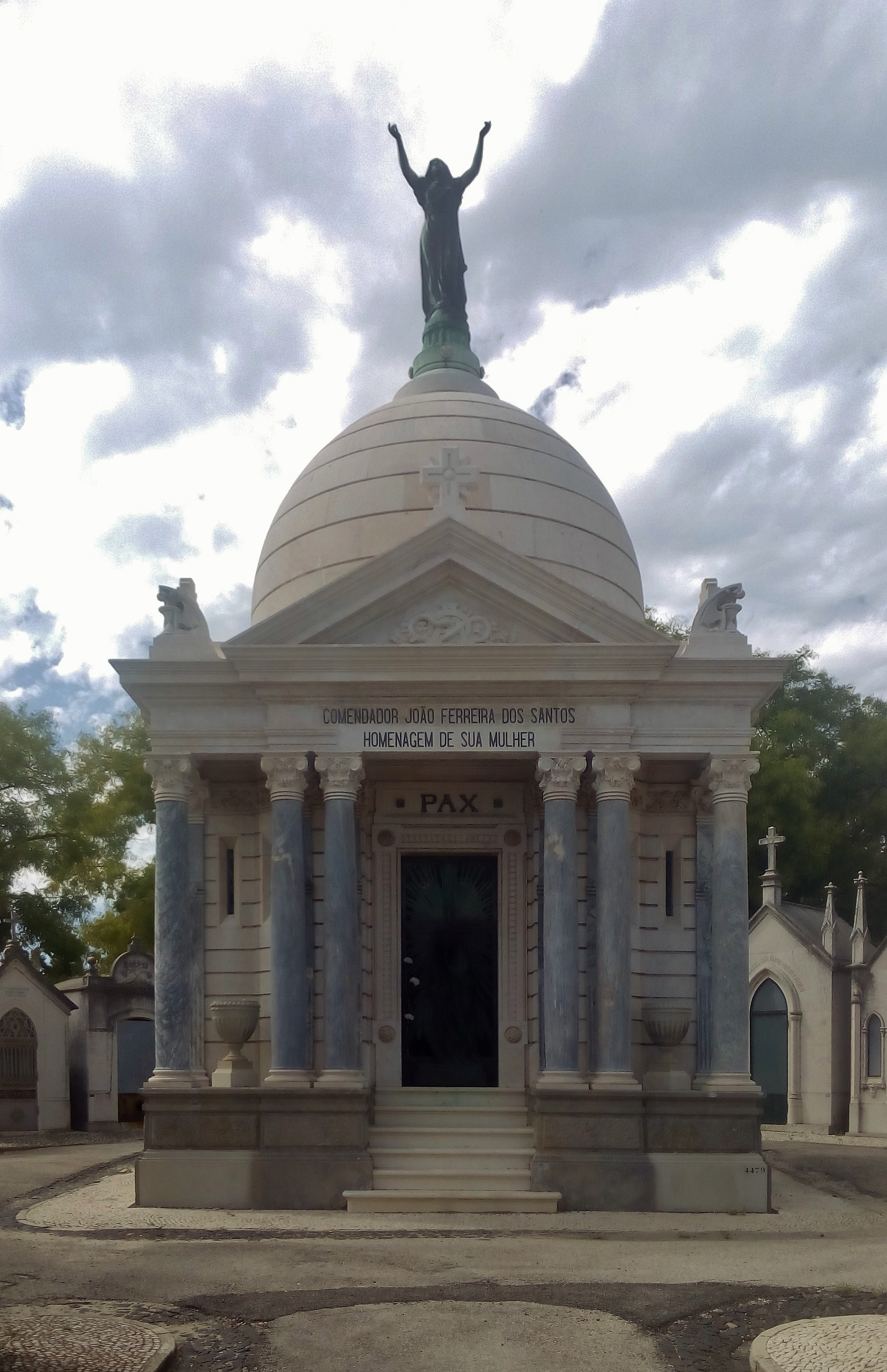
Mausoleo del Comandante João Ferreira dos Santos
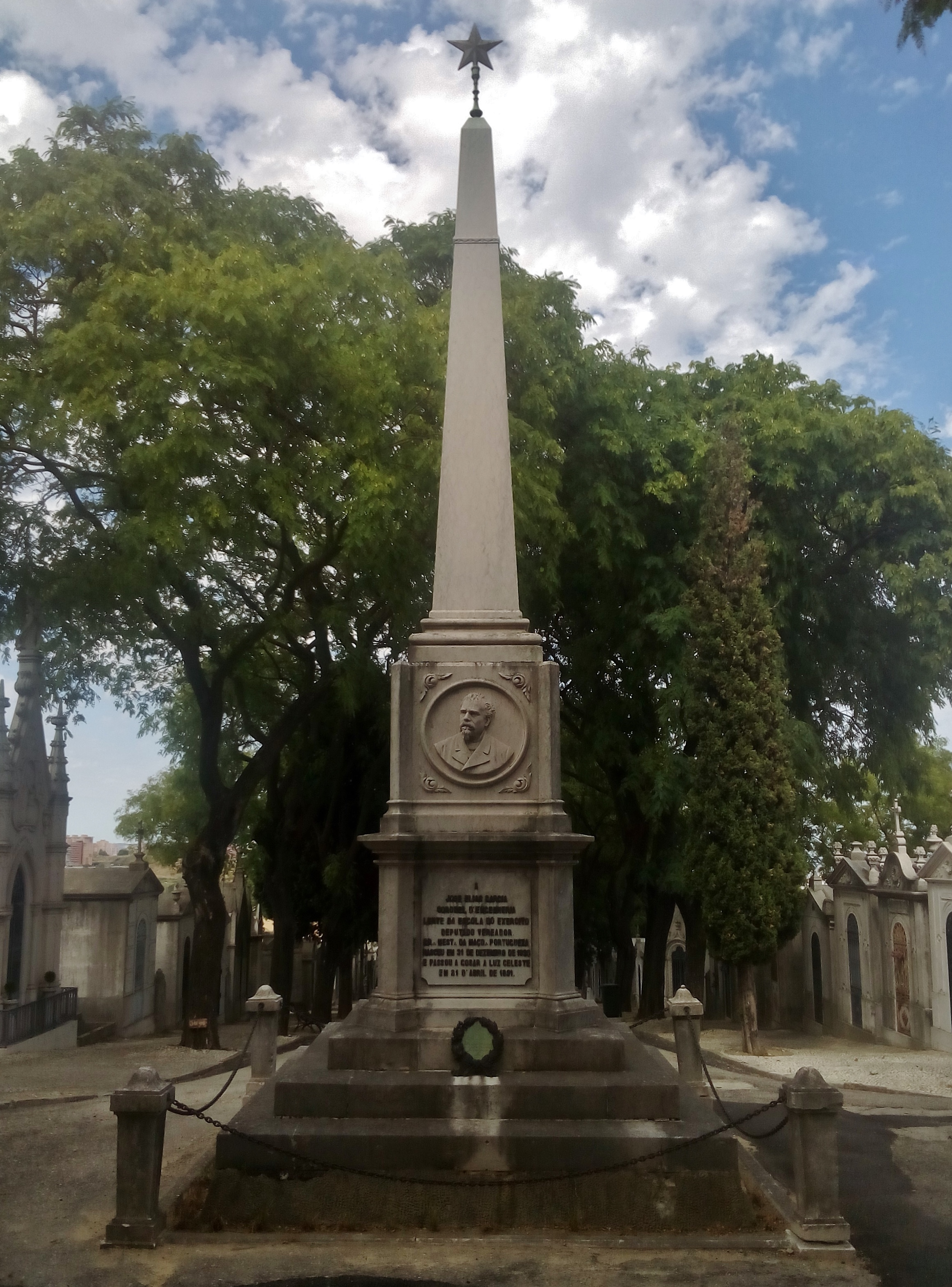
Mausoleo de José Elias Garcia

## Entierros o cremaciones notables
- Adelaide Cabete (1867-1935), médica, maestra y activista feminista.
- Adelina Abranches (1866-1945), actriz de teatro.
- Adelino da Palma Carlos (1905-1992), 102º primer ministro de Portugal.
- Agostinho da Silva (1906-1994), filósofo, ensayista y escritor.
- Alfredo Luís da Costa (1883-1908), autor del Regicidio de Lisboa.
- Álvaro Cunhal (1913-2005), político, escritor y activista antifascista.
- Alves dos Reis (1886-1955), empresario
- Ana de Castro Osório (1872-1935), médica, profesora, escritora, periodista y activista feminista.
- António Botto (1897-1959), poeta.
- António Champalimaud (1918-2004), banquero e industrial.
- António da Silva Porto (1850-1893), pintor.
- António de Almeida Santos (1926-2016), abogado, político y ministro de Gobierno.
- António de Spínola (1910-1996), 14º presidente de Portugal.
- António Granjo (1881-1921), abogado y político.
- António José de Almeida (1866-1929), 6.º presidente de Portugal.
- António Machado Santos (1875-1921), oficial de la Marina y político.
- António Maria Lisboa (1928-1953), poeta.
- Artur Jorge (1946-2024), delantero y entrenador de fútbol
- Ary dos Santos (1936-1984), poeta.
- Bana (1932-2013), cantante caboverdiano.
- Eduarda Lapa (1895-1976), pintora.
- Emília das Neves (1820-1883), actriz de teatro.
- Ernesto Hintze Ribeiro (1850-1907), 43.º, 45.º y 47.º primer ministro de Portugal.
- Fernando Chalana (1959-2022), futbolista y entrenador.
- Filinto Elísio (1734-1819), poeta.
- Francisco da Costa Gomes (1914-2001), 15º presidente de Portugal.
- Helena Vaz da Silva (1939-2002), periodista
- João Vaz (1859-1931), pintor.
- John Smith Athelstane (1816-1883), escritor y diplomático.
- Jorge Sampaio (1939-2021), 18.º presidente de Portugal
- José Mário Branco (1942-2019), cantante, cantautor y compositor
- José Pinheiro de Azevedo (1917-1983), 104º primer ministro de Portugal.
- José Rodrigues (1828-1887), pintor.
- José Rodrigues Miguéis (1901-1980), escritor
- José Saramago (1922-2010), escritor ganador del Premio Nobel (cremación)
- José Vicente Barbosa du Bocage (1823-1907), zoólogo y político.
- Leontina de Cabral Hogan (1886-1943), médium y feminista
- Manuel Buíça (1876-1908), autor del regicidio de Lisboa.
- Manuel Gomes da Costa (1863-1929), 10º presidente de Portugal.
- Maria Clara Correia Alves (1869-1948), escritora, periodista, docente y activista feminista.
- Maria João Abreu (1964-2021), actriz
- Maria Matos (1886-1952), actriz y directora de teatro.
- Maria Severa (1820-1846), cantante y guitarrista de fado.
- Maria Veleda (1871-1955), periodista, docente y activista feminista.
- Miguel Bombarda (1851-1910), médico, psiquiatra y político.
- Mísia (1955-2024), cantante
- Nicolau Breyner (1940-2016), actor, director de escena y dramaturgo.
- Palmira Bastos (1875-1967), actriz y directora de teatro.
- Stella Piteira Santos (1917-2009), activista antifascista.
- Vasco Gonçalves (1921-2005), 103º primer ministro de Portugal.